# (612243) 2001 QR322
2001 QR322 — астероїд, відкритий Марком Бує в обсерваторії Серро-Тололо в Чилі в рамках Глибокого огляду екліптики — астрономічного огляду, який фінансується НАСА і призначений для пошуку об'єктів, розташованих у зовнішніх областях Сонячної системи. Уперше зареєстрований 21 серпня 2001 року на знімку, отриманому за допомогою 4-метрового телескопа Blanco.
Подальші спостереження протягом 16 місяців дали змогу уточнити параметри його орбіти і підтвердити, що астероїд є першим виявленим «троянцем» Нептуна, — тобто астероїдом, який рухається практично тією ж орбітою, що й Нептун, випереджаючи його на 60° і весь час залишаючись не менш ніж за 20 а. о. від неї. Період обертання цього об'єкта навколо Сонця становить 166 років, діаметр — бл. 132 км. Його орбіта має ексцентриситет 0,03 і нахил 1° відносно екліптики. До його відкриття «троянці» були відомі тільки в Юпітера та Марса.
Інформацію про об'єкт 2001 QR322 вперше було опубліковано 8 січня 2003 року о 21:10 за Гринвічем Центром малих планет. Він був відкритий 21 серпня 2001 і спочатку вважався плутино — транснептуновим об'єктом з орбітою, схожою на орбіту Плутона.